# Eleutherochir opercularis
Eleutherochir opercularis är en fiskart som först beskrevs av Valenciennes, 1837.  Eleutherochir opercularis ingår i släktet Eleutherochir och familjen sjökocksfiskar. Inga underarter finns listade i Catalogue of Life.